# كلهرآباد (مقاطعة ديواندرة)
كلهرآباد (بالفارسية: کلهرآباد) هي قرية تقع في قسم حسين‌آباد الشمالي الريفي (مقاطعة ديواندرة) في إيران. يقدر عدد سكانها بـ 305 نسمة بحسب إحصاء 2016.